# آسپارتات ترانس‌آمیناز
آسپارتات ترانس‌آمیناز یا AST یا (به انگلیسی: Aspartate transaminase) (SGOT) یک آنزیم از گروه ترانسفرازها است. این آنزیم، یک ترانس‌آمیناز وابسته به پیریدوکسال فسفات است که عمدتاً در کبد یافت می‌شود اما مقداری از آن نیز در کلیه‌ها، قلب، ماهیچه‌های اسکلتی، گلبول‌های قرمز و مغز وجود دارد. این آنزیم نخستین بار در سال ۱۹۵۴ توسط آرتور کارمن و همکارانش توصیف شد.
پیش از این به آسپارتات ترانس‌آمیناز (AST)، سرم گلوتامیک اگزالواستیک ترانس‌آمیناز (SGOT) گفته می‌شد.

## سنجش سطح خونی
مقدار این آنزیم در خون معمولاً اندک است. سطح این آنزیم معمولاً برای بررسی وضعیت کبد اندازه‌گیری می‌شود. این تست معمولاً همراه تست‌های دیگری همچون آلانین آمینوترانسفراز (ALT)، آلکالین فسفاتاز، لاکتات دهیدروژناز (LDH) و بیلی‌روبین درخواست می‌شود. AST آنزیمی است که بیشتر در یاخته‌های کبد یافت می‌شود؛ مقادیر بسیار کمتر آن نیز در کلیه، قلب و ماهیچه‌ها پیدا می‌شود. در افراد سالم، سطح AST در خون پایین است. زمانی که کبد آسیب دیده است، معمولاً پیش از آن‌که علائم بارزتر آسیب کبدی مانند زردی رخ دهد، AST داخل جریان خون آزاد می‌شود. این امر اندازه‌گیری AST و ALT را یک آزمایش مفید برای تشخیص آسیب کبدی می‌سازد.
Aspartate (Asp) + α-ketoglutarate ↔ oxaloacetate + glutamate (Glu)

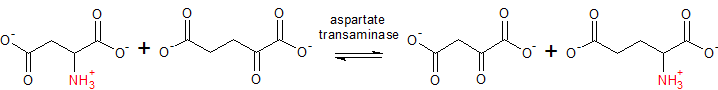
واکنشی که توسط آسپارتات آمینوترانسفراز کاتالیز می‌شود

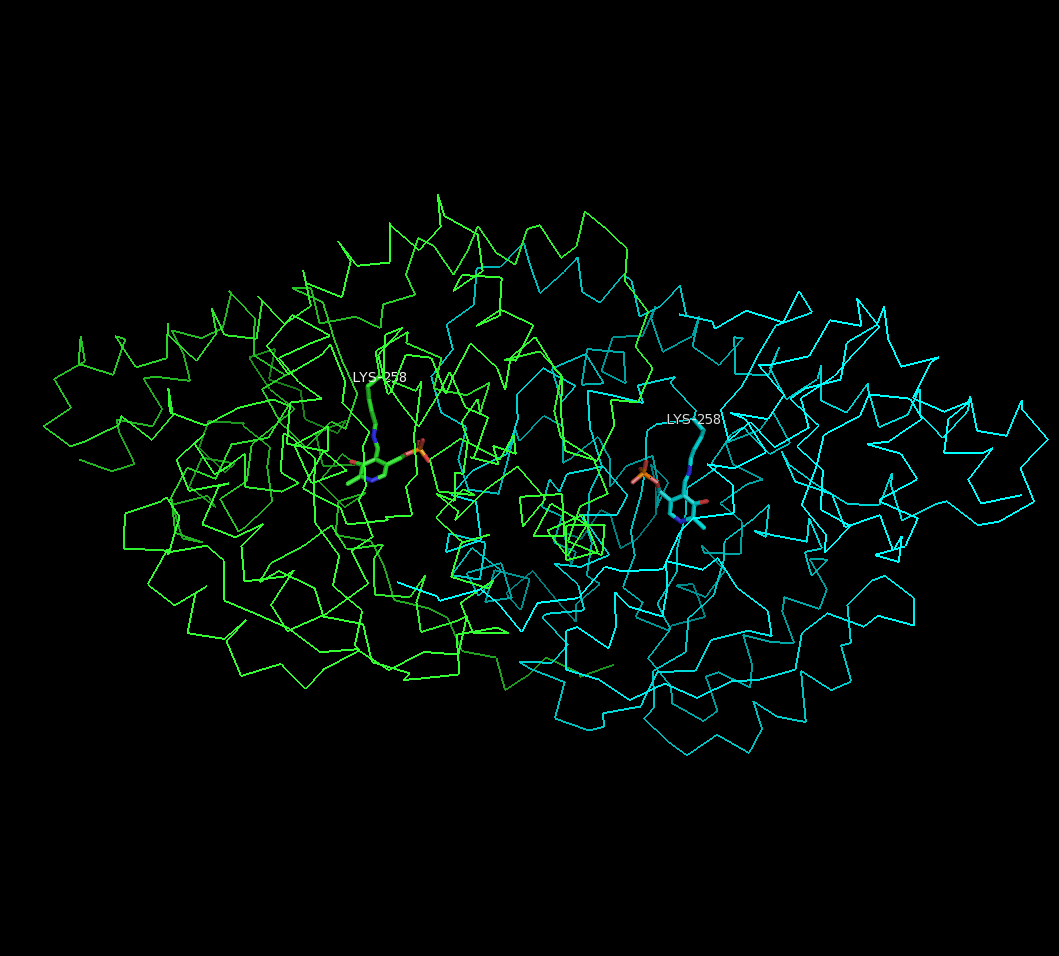
ساختار آنزیم آسپارتات ترانس‌آمیناز میتوکندری کبد مرغ